# Modern Music
Modern Music est un album des pianistes de jazz américain Brad Mehldau et Kevin Hayes ainsi que du compositeur/arrangeur Patrick Zimmerli sorti en 2011 chez Nonesuch Records.
Cette collaboration a longtemps été désirée par Mehldau et Hayes, qui se connaissent depuis la fin des années 1980. Zimmerli est également un ami de longue date (il a fréquenté la même école que Mehldau). Il a apporté les idées du répertoire et composé la plupart des morceaux présents sur ce disque.

## Liste des pistes
- Disque 1

| No | Titre                               | Musique                                | Durée |
| -- | ----------------------------------- | -------------------------------------- | ----- |
| 1. | Crazy Quilt                         | Patrick Zimmerli                       | 6:21  |
| 2. | Unrequited                          | Brad Mehldau                           | 6:27  |
| 3. | Generatrix                          | Patrick Zimmerli                       | 5:12  |
| 4. | Celtic Folk Melody                  | Patrick Zimmerli                       | 2:58  |
| 5. | Excerpt from Music for 18 Musicians | Steve Reich, arr. Patrick Zimmerli     | 5:20  |
| 6. | Lonely Woman                        | Ornette Coleman, arr. Patrick Zimmerli | 6:31  |
| 7. | Modern Music                        | Patrick Zimmerli                       | 4:59  |
| 8. | Elegia                              | Kevin Hayes                            | 6:20  |
| 9. | Excerpt from String Quartet No. 5   | Philip Glass, arr. Patrick Zimmerli    | 3:45  |

## Personnel
- Brad Mehldau et Kevin Hayes : piano